# Gyromagnétisme
Le gyromagnétisme est le phénomène physique qui se traduit par le fait qu'une rotation suffisamment rapide induit une faible aimantation dans certains matériaux magnétiques. Plusieurs auteurs ont suggéré que ce phénomène pourrait être à l'origine du champ magnétique interne de la Terre, ou du moins pourrait y contribuer significativement. Cependant, une estimation chiffrée de l'ordre de grandeur de l'effet gyromagnétique pour la Terre montre que cet effet peut tout au plus expliquer une dix milliardième partie (10–10) du champ géomagnétique principal. Cette « théorie » gyromagnétique du champ géomagnétique principal est maintenant entièrement délaissée au profit de la théorie de la géodynamo autoexcitée. 